# Eumela fornicata
Eumela fornicata är en insektsart som beskrevs av Ernst Friedrich Germar. Eumela fornicata ingår i släktet Eumela och familjen hornstritar. Inga underarter finns listade i Catalogue of Life.